# Brasão real de armas do Reino Unido
O brasão de armas do monarca britânico, também conhecido como brasão nacional no Reino Unido, é um símbolo oficial do Reino Unido. Nele aparecem reunidos os escudos da Inglaterra, Escócia e Irlanda do Norte.
O brasão real de Armas do Reino Unido são as armas oficiais do monarca britânico, o rei Carlos III. Essas armas são usadas pelo rei em sua capacidade oficial como monarca, sendo oficialmente conhecido como as suas Arms of Dominion. Variantes da Real Armas são usados por outros membros da Família Real. E pelo Governo britânico, em ligação com a administração e o governo do país. Na Escócia, o rei tem uma versão separada das Real Armas, uma variante do que é usado pela Scotland Office.

## Formação
O escudo é formado por quartos, representando no primeiro e no quarto quartos os três leões - passant guardant da Inglaterra; No segundo, que tem um leão rampante e a dupla flor de liz da Escócia; E no terceiro, uma harpa para a Irlanda.
O timbre é um leão sobre a coroa imperial, em si, em representação da Coroa Real.
O suporte direito é um leão igualmente coroado, simbolizando a Inglaterra; na esquerda, um unicórnio, simbolizando a Escócia. Segundo a lenda, um unicórnio livre é considerada uma besta muito perigosa; portanto, um unicórnio "heráldico" fica acorrentado, como estão ambos que suportam o brasão real armas da Escócia.
Na fita estão escritos ambos os motes dos monarcas britânicos Dieu et mon droit (Deus e o meu direito), bem como o lema da Ordem da Jarreteira, Honni soit qui mal y pense (Envergonhe-se quem nisto vê malícia), em uma representação da jarreteira atrás do escudo.
Embaixo, ainda, há as três flores nacionais, em ambos os lados, cada um representando um membro do Reino Unido: um cardo, representando a Escócia, uma rosa, para a Inglaterra, (a Rosa de Tudor) e um trevo, para a Irlanda.
No escudo do monarca britânico figurou também o brasão dos reis da França até o reinado de Jorge III. O trono francês era reclamado pelos Reis da Inglaterra durante a Idade Média. Depois da retirada do quartil correspondente à França, foi incorporado o escudo dos monarcas de Hanôver, original da Dinastia deste Estado, que tornaram-se Reis Britânicos a partir do século XVIII. Os quartis vinculados com a Coroa Hanoveriana foram eliminados quando a Rainha Vitória ascendeu ao trono britânico e por não ser sucessora em Hanôver, pois lá vigorava a Lei Sálica.

## Na Escócia
O rei tem uma outra versão do seu armamento para uso na Escócia, o que dá aos escoceses elementos do seu armamento, de orgulho local.
O escudo é também formado por quartos, representando no primeiro e no quarto quartos o leão rampante e dupla flor de liz da Escócia; na segunda, os três leões - passant guardant da Inglaterra; e na terceira, a harpa da Irlanda.
O timbre, sobre a Coroa da Escócia, é um leão vermelho, sentado de frente e encarando quem o vê, usando a Coroa da Escócia e segurando os dois outros elementos da Honra da Escócia, a saber, a Espada de Estado e do Cetro da Escócia. Este era o brasão utilizado na Real Armas do Reino da Escócia. Um lema também aparece acima da crista, que é retirado do grito de guerra 'In My Defens, God Defend Me ", abreviada para 'In Defens'.
Os apoiantes mudam de lado e ambos aparecem vestindo as coroas de seus respectivos Reinos. Na direita é um unicórnio coroado e acorrentado, simbolizando a Escócia. Na direita é um leão coroado, simbolizando Inglaterra. Entre cada apoiante e o escudo há uma lança exibindo a bandeira de seus respectivos Reinos.
A fita possui escrito o lema Nemo me impune lacessit (Ninguém me fere impunemente) e as insígnias da Ordem do Cardo ficam em torno do escudo.